# پاکس‌ویریده
پاکس‌ویریده (به انگلیسی: Poxviridae) خانواده‌ای از ویروس‌ها است که در انسان و سایر مهره‌داران و همچنین در بندپایان ایجاد بیماری می‌کنند. در حال حاضر ۸۳ گونه از پاکس‌ویروس‌ها شناسایی شده‌اند و این ویروس‌ها در ۲۲ سرده و دو زیرخانواده طبقه‌بندی شده‌اند. از مهم‌ترین بیماری‌های ایجاد شده توسط پاکس‌ویروس‌ها می‌توان به آبله انسانی، آبله گاوی و آبله میمون اشاره‌کرد. بیماری آبله‌مرغان با وجود تشابه اسمی با پاکس‌ویروس‌ها در این خانواده نیست و در خانوادهٔ ویروسی هرپس‌ویریده طبقه‌بندی شده‌است.

## ساختار
این ویروس‌ها با توجه به نوع گونهٔ ویروس، اشکال مختلفی دارند اما به‌طور معمول بیضی یا آجری شکل با قطری در حدود ۲۰۰ نانومتر و طولی معادل ۳۰۰ نانومتر هستند. ژنوم این ویروس‌ها از نوع دی‌ان‌ای ویروسی دورشته‌ای خطی بوده که دارای رونوشت‌های معکوس انتهایی با طول متغیر است، رشته‌های آن در دو انتها به‌وسیلهٔ حلقه‌هایی به شکل سنجاق سر به هم متصل هستند.
پاکس‌ویروس‌ها ویروس‌های بزرگی هستند. به‌عنوان مثال اندازهٔ آن‌ها حدود ۱۰ برابر بزرگ‌تر از راینوویروس‌ها است. سطح خارجی این ویروس‌ها معمولاً دارای برجستگی‌ها و توبول‌هایی مشابه شبکه آندوپلاسمی خشن است. ترکیبات لیپیدی موجود در ساختمان این ویروس‌ها حاوی کلسترول و فسفولیپید هستند.
پاکس‌ویروس‌ها تمام پروتئین‌های ضروری برای سنتز آران‌ای پیام‌رسان را کد کرده و با خود دارند. تعدادی از پروتئین‌های ویروس گلیکوزیله یا فسفریله هستند. این ویروس دارای پوششی پیچیده بوده که ژنوم غنی از آدنین–تیمین و دو ساختار با عملکرد نامشخص (اجسام طرفی) را احاطه می‌کند.

## طبقه‌بندی
پاکس‌ویروس‌ها به‌طور کلی به دو زیرخانواده تقسیم می‌شوند:
۱. کوردوپاکس‌ویرینه (Chordopoxvirinae) گونه‌های موجود در این زیرخانواده در مهره‌داران ایجاد بیماری می‌کنند.
۲.انتوموپاکس‌ویرینه (Entomopoxvirinae) گونه‌های موجود در این زیرخانواده در حشرات ایجاد بیماری می‌کنند.
- Chordopoxvirinae
  - Avipoxvirus
  - Capripoxvirus
  - Centapoxvirus
  - Cervidpoxvirus
  - Crocodylidpoxvirus
  - Leporipoxvirus
  - Macropopoxvirus
  - Molluscipoxvirus
  - Mustelpoxvirus
  - Orthopoxvirus (ارتوپاکس‌ویروس)
  - Oryzopoxvirus
  - Parapoxvirus
  - Pteropopoxvirus
  - Salmonpoxvirus
  - Sciuripoxvirus
  - Suipoxvirus
  - Vespertilionpoxvirus
  - Yatapoxvirus
- Entomopoxvirinae
  - Alphaentomopoxvirus
  - Betaentomopoxvirus
  - Deltaentomopoxvirus
  - Gammaentomopoxvirus